# Mie celor
Le mie celor (celor : « nouilles ») est un plat de nouilles servies dans une soupe de lait de coco et de bouillon à base de crevettes, et est une spécialité de la ville de Palembang, à Sumatra du Sud, en Indonésie.

## Ingrédients
Le plat est à base de nouilles de blé jaunes relativement larges, semblables aux soba japonaises. Le bouillon est à base de crevettes, soit fraiches soit séchées, cuites dans du lait de coco. Les nouilles sont servies avec des pousses de soja et des œufs durs, et recouvertes avec du céleri frais émincé, des cébettes et des échalotes.
Le plat peut être accompagné séparément de sambal.

## Étymologie
Dans le dialecte local malais du Sud-Sumatra, celor ou celur signifie « blanchir les aliments dans de l'eau bouillante ». Avec le pempek, le mie celor est un des plats emblématiques de la ville de Palembang.